# Sztukmistrz z Lublina (film)
Sztukmistrz z Lublina (ang. The Magician of Lublin) – dramat oparty na powieści noblisty Isaaca Bashevisa Singera pod tym samym tytułem. Film w koprodukcji izraelsko-niemieckiej powstał w 1979 roku.

## Ekipa
- Scenariusz: Menahem Golan, Irving S. White
- Reżyseria: Menahem Golan
- Muzyka: Maurice Jarre, Dov Seltzer

## Obsada
- Alan Arkin – jako Jasza Mazur
- Louise Fletcher – jako Emilia
- Valerie Perrine – jako Zeftel
- Shelley Winters – jako Elżbieta
- Lou Jacobi – jako Wolski